# Shorea hemsleyana
Shorea hemsleyana är en tvåhjärtbladig växtart. Shorea hemsleyana ingår i släktet Shorea och familjen Dipterocarpaceae.

## Underarter
Arten delas in i följande underarter:
- S. h. grandiflora
- S. h. hemsleyana